# Alpaida mato
Alpaida mato är en spindelart som beskrevs av Levi 1988. Alpaida mato ingår i släktet Alpaida och familjen hjulspindlar. Inga underarter finns listade i Catalogue of Life.